# Trichoridia cuprea
Trichoridia cuprea là một loài bướm đêm trong họ Noctuidae.